# Mary L. Gray

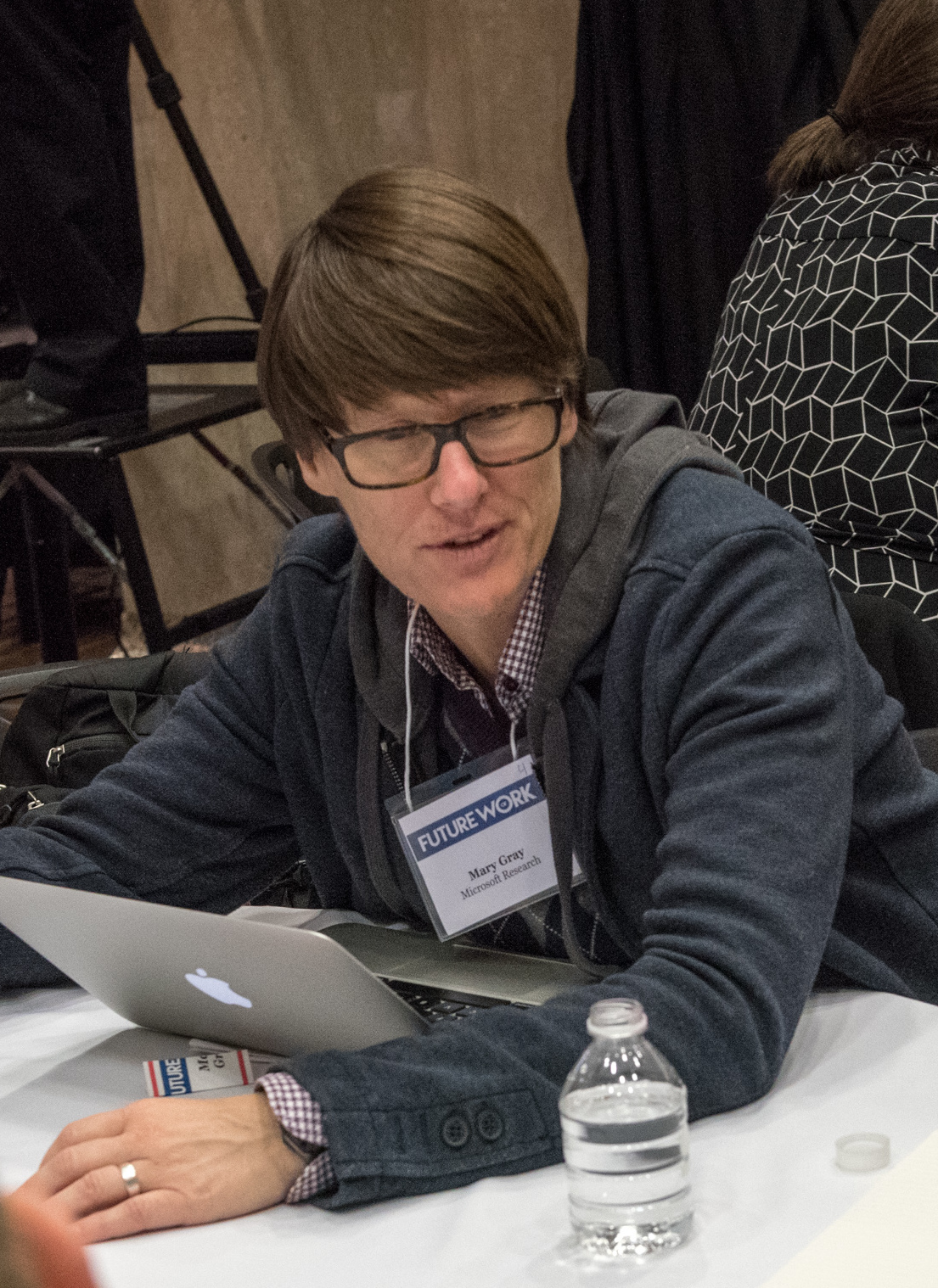
Gray en Microsoft Research en diciembre de 2015.

Mary L. Gray es una antropóloga y autora estadounidense. Es miembro del Centro Berkman Klein para Internet y la Sociedad de la Universidad de Harvard, así como investigadora principal sénior en Microsoft Research. Junto con su investigación, Gray enseña en la Universidad de Indiana, manteniendo un nombramiento como Profesora Asociada de la Escuela de Medios, con afiliaciones en Estudios Americanos, Antropología y Estudios de Género. En 2020, recibió una beca MacArthur en reconocimiento a su trabajo "investigando las formas en que la economía digital transforma el trabajo, la identidad y los derechos humanos".

## Educación
En 1992, Gray completó una licenciatura en antropología y estudios de nativos americanos en la Universidad de California, Davis. Su proyecto de último año exploró el papel de las madres solteras nativas de Alaska contemporáneas en las economías de subsistencia. Sus asesores fueron David Risling y William G. Davis. En 1999, Gray obtuvo una maestría en antropología de la Universidad Estatal de San Francisco. Su tesis fue sobre las narrativas de la juventud queer, el tema de su primer libro. Los asesores de Gray fueron John Paul De Cecco y Gilbert Herdt. Completó un Ph.D. en comunicación en la Universidad de California, San Diego en 2004. Los asesores de doctorado de Gray fueron Susan Leigh Star y Olga Vásquez. Su disertación se tituló Coming of Age in a Digital Era: Youth Queering Technologies in Small Town, USA.

## Carrera
Los primeros trabajos de Gray exploran las experiencias de los jóvenes LGBTQ, con un enfoque particular en las vidas de los que habitan áreas rurales. Su libro Out in the Country: Youth, Media, and Queer Visibility in Rural America examinó cómo los jóvenes queer usan herramientas digitales para conectarse y crear una comunidad, desafiando la primacía de las áreas urbanas como el foco de la experiencia LGBTQ. El libro más reciente de Gray, Ghost Work: How to Stop Silicon Valley from Building a New Global Underclass, se sumerge profundamente en las profundidades de los "fantasmas" o fuerza laboral humana, que permiten que algunos de los sitios web más grandes de Internet funcionen sin problemas. El libro echa un vistazo a las grandes empresas, como Google y Amazon, que utilizan estos "trabajadores fantasmas" para hacer cosas como censurar sus sitios mientras intentan hacerlos pasar por IA.

## Premios
- Premio Ruth Benedict
- Programa de becarios MacArthur 2020[7]

## Trabajos seleccionados
- Gray, Mary L. (1999). In Your Face: Stories from the Lives of Queer Youth (en inglés). Haworth Press. ISBN 978-1-56023-887-4. (requiere registro).
- Gray, Mary L. (2009). Out in the Country: Youth, Media, and Queer Visibility in Rural America (en inglés). NYU Press. ISBN 978-0-8147-3220-5.
- Gray, Mary L.; Johnson, Colin R.; Gilley, Brian J., eds. (2016). Queering the Countryside: New Frontiers in Rural Queer Studies (en inglés). NYU Press. ISBN 978-1-4798-3077-0.
- Gray, Mary L.; Suri, Siddharth (2019). Ghost Work: How to Stop Silicon Valley from Building a New Global Underclass (en inglés). Houghton Mifflin Harcourt. ISBN 978-1-328-56628-7.